# Sultan bin Salim Al Qassimi
Le sheikh Sultan bin Salim Al Qassimi (en arabe سلطان بن سالم القاسمي), né en 1891 et mort en 1951, a été à la tête de l’émirat de Ras el Khaïmah du 10 juillet 1921 au 17 juillet 1948. Il est renversé par un coup d'État.